# Mistrzostwa Europy w Piłce Nożnej Kobiet 2025 (eliminacje)/Grupa A2
W Grupie A2 eliminacji Mistrzostw Europy w Piłce Nożnej Kobiet 2025 brały udział następujące zespoły:
- Hiszpania
- Dania
- Belgia
- Czechy

## Tabela
| Zespół    | Pkt | M | W | R | P | Br+ | Br− | +/− |
| --------- | --- | - | - | - | - | --- | --- | --- |
| Hiszpania | 15  | 6 | 5 | 0 | 1 | 18  | 5   | +13 |
| Dania     | 12  | 6 | 4 | 0 | 2 | 14  | 8   | +6  |
| Belgia    | 4   | 6 | 1 | 1 | 4 | 5   | 18  | -13 |
| Czechy    | 4   | 6 | 1 | 1 | 4 | 6   | 12  | -6  |

## Wyniki
| 5 kwietnia 2024 18:00 CEST | Czechy · Stašková 42' | 1:3(1:1)Raport | Dania · 7' Vangsgaard · 68' Ballisager · 72' Hasbo | Stadion im. Miroslava Valenty, Uherské Hradiště Widzów: 2 426 Sędzia: Iuliana Demetrescu |
|                            |                       |                |                                                    |                                                                                          |

| 5 kwietnia 2024 20:45 CEST | Belgia | 0:7(0:3)Raport | Hiszpania · 8', 30', 47' Paralluelo · 16' Hermoso · 64', 90' González · 85' García | Stadion Den Dreef, Heverlee Widzów: 7 123 Sędzia: Katalin Kulcsár |
|                            |        |                |                                                                                    |                                                                   |

| 9 kwietnia 2024 18:00 CEST | Dania · Vangsgaard 29', 39' · Svava 44' · Thøgersen 62' | 4:2(3:0)Raport | Belgia · 67' Kees · 72' Delacauw | Viborg Stadion, Viborg Widzów: 1 660 Sędzia: Rebecca Welch |
|                            |                                                         |                |                                  |                                                            |

| 9 kwietnia 2024 19:00 CEST | Hiszpania · Méndez 58' · Hermoso 68' · Caldentey 70' | 3:1(0:0)Raport | Czechy · 56' Sonntagová | Estadio El Plantío, Burgos Widzów: 9 982 Sędzia: Jelena Cvetković |
|                            |                                                      |                |                         |                                                                   |

| 31 maja 2024 18:30 CEST | Czechy · Dubcová 86' (k) | 1:2(0:2)Raport | Belgia · 12' Wullaert · 14' De Caigny | Fortuna Arena, Praga Widzów: 5 892 Sędzia: Silvia Gasperotti |
|                         |                          |                |                                       |                                                              |

| 31 maja 2024 19:00 CEST | Dania | 0:2(0:2)Raport | Hiszpania · 17' Hermoso · 28' (k) Caldentey | Vejle Stadion, Vejle Widzów: 6 014 Sędzia: Ivana Projkovska |
|                         |       |                |                                             |                                                             |

| 4 czerwca 2024 20:00 CEST | Belgia · Blom 79' | 1:1(0:1)Raport | Czechy · 19' Dubcová | Stayen, Sint-Truiden Widzów: 2 366 Sędzia: Ewa Augustyn |
|                           |                   |                |                      |                                                         |

| 4 czerwca 2024 21:30 CEST | Hiszpania · Vilamala 74' · Paredes 77' · García 90+2' | 3:2(0:1)Raport | Dania · 4', 72' Thomsen | Estadio de Tenerife, Santa Cruz de Tenerife Widzów: 17 532 Sędzia: Maria Caputi |
|                           |                                                       |                |                         |                                                                                 |

| 12 lipca 2024 18:00 CEST | Czechy · Svitková 44' · Bartoňová 51' (k) | 2:1(1:1)Raport | Hiszpania · 15' Bonmatí | Letní stadion na Zadních Vinohradech, Chomutov Widzów: 1 893 Sędzia: Riem Hussein |
|                          |                                           |                |                         |                                                                                   |

| 12 lipca 2024 20:00 CEST | Belgia | 0:3(0:0)Raport | Dania · 60' (sam.) Cayman · 65' Harder · 82' Holmgaard | Stayen, Sint-Truiden Widzów: 2 764 Sędzia: Ivana Martinčić |
|                          |        |                |                                                        |                                                            |

| 16 lipca 2024 19:00 CEST | Hiszpania · Bonmatí 39' · Abelleira 90+1' | 2:0(1:0)Raport | Belgia | Estadio Municipal de Riazor, A Coruña Widzów: 16 650 Sędzia: Iuliana Demetrescu |
|                          |                                           |                |        |                                                                                 |

| 16 lipca 2024 CEST | Dania · Bruun 55' · Thomsen 63' | 2:0(0:0)Raport | Czechy | Vejle Stadion, Vejle Sędzia: Abigail Byrne |
|                    |                                 |                |        |                                            |

## Strzelczynie

### 3 gole
- Janni Thomsen
- Amalie Vangsgaard
- Jennifer Hermoso
- Salma Paralluelo

### 2 gole
- Kamila Dubcová
- Aitana Bonmatí
- Mariona Caldentey
- Esther González

### 1 gol
- Jassina Blom
- Tine De Caigny
- Féli Delacauw
- Sari Kees
- Tessa Wullaert
- Eva Bartoňová
- Eliška Sonntagová
- Andrea Stašková
- Kateřina Svitková
- Stine Ballisager
- Signe Bruun
- Pernille Harder
- Josefine Hasbo
- Sara Holmgaard
- Sofie Svava
- Frederikke Thøgersen
- Teresa Abelleira
- Lucía García
- Sheila García
- María Méndez
- Irene Paredes
- Bruna Vilamala

### Gole samobójcze
- Janice Cayman (dla  Danii)